# Jan Jambon
Jan Jambon (nascut el 26 d'abril del 1960 a Genk, Flandes) és un informàtic i polític belga afiliat al partit Nieuw-Vlaamse Alliantie (N-VA). Va ser vice-primer ministre i ministre federal de la Seguretat i d'Interior dins el govern Michel I (Charles Michel) de l'11 d'octubre del 2014 al 9 de desembre del 2018. El 9 de desembre del 2018, és remplaçat per Jan Jambon per Peter De Crem a Interior, provocat per la crisi mundial sobre migracions. El 2019, Jan Jambon esdevé nou primer ministre de Flandes. És diplomat en informàtica per la Vrije Universiteit Brussel i té un master en administració de negocis per la Universitat d'Anvers. Jambon comença la seva carrera professional a l'empresa IBM. Jan Jambon debuta en política al partit nacionalista flamenc anomenat Volksunie i després canvia al Nieuw-Vlaamse Alliantie.